# دانشگاه فرات (ترکیه)

این دانشگاه در سال ۱۹۷۵ به عنوان یک دانشگاه دولتی در شهر الازیغ تأسیس شد و یکی از مراکز بزرگ علمی در شرق ترکیه است.
این دانشگاه دارای ۱۲ دانشکده، ۴ انیستیتو و ۲۰ مرکز تحقیقاتی است. دانشکده دامپزشکی این دانشگاه از بهترین دانشکده‌های ترکیه می‌باشد. از جمله رشته‌های تحصیلی این دانشگاه می‌توان به رشته ارتباطات، تعلیم و تربیت، اقتصاد و مدیریت، حقوق و علوم سیاسی، مهندسی ساختمان، علوم تکنیکی و پزشکی اشاره کرد.